# Plaça Feliu (Camallera)
La Plaça Feliu és un conjunt arquitectònic inclòs en l'Inventari del Patrimoni Arquitectònic de Catalunya.
És una plaça al nucli urbà de la població de Camallera, a la part de ponent del terme, amb les façanes principals orientades a la plaça. Es tracta d'un conjunt format per tres construccions disposades al voltant de la plaça. Els números 6 i 7 se situen a la part de ponent de la plaça, formant cantonada amb el carrer dels Afores. En canvi, l'edifici del número 3 està situat a la part de migdia de la plaça, entre mitgeres. Són tres edificis de planta rectangular, distribuïts en planta baixa i tres o quatre plantes, amb sistemes de coberta diferents: el número 6 cobert amb una terrassa orientada a la plaça, el 7 amb terrat superior i el darrer amb teulada de dues vessants.
Totes tres construccions comparteixen certs trets estilístics i decoratius que els apropen a l'estil modernista, tot i que de caràcter popular. Així doncs, els tres edificis presenten portals senzills d'accés als interiors, i balcons i finestres balconeres als pisos superiors, amb reixes de ferro treballades. Les obertures presenten llindes decorades o bé pintades, i motius decoratius en rajoles vidrades de colors. Del número 3 destaquen els balcons del primer pis i les finestres amb barana d'obra de la segona planta, així com el detall decoratiu de la cornisa de la façana. Del número 6, cal destacar el portal d'arcs trilobulats de la planta baixa i les baranes d'obra decorades de les terrasses superiors. L'element més destacable del número 7 són els tres finestrals apuntats amb baranes d'obra decorades, situats al pis superior, i la cornisa motllurada sostinguda per mènsules que remata la façana. Les construccions estan arrebossades i pintades.